# دیتکوویتسه (ناحیه ویشکوف)
دیتکوویتسه (به چکی: Dětkovice) یک منطقهٔ مسکونی در جمهوری چک است که در ناحیه ویشکوو واقع شده‌است. دیتکوویتسه ۴٫۹۷ کیلومتر مربع مساحت و ۲۷۳ نفر جمعیت دارد و ۲۷۴ متر بالاتر از سطح دریا واقع شده‌است.